# 阿多奈拉姆·贾德森
阿多奈拉姆·贾德森（Adoniram Judson，1788年8月9日—1850年4月12日）是一位美國傳教士。也是一位終身奉獻於緬甸传教的宣教士（1813年）。

## 生平
贾德森，1788年8月9日出生于美國馬薩諸塞州莫尔登的一个牧師家庭中。1807年畢業於普罗维登斯學院（Providence College，現今的布朗大學），領受學士學位，之後的一段時間，以教書和編寫教科書為主。1808年進入安多福神學院攻讀神學。

## 前往亞洲傳教
在神學院中，贾德森偶然讀到了一篇布坎南博士的「東方之皇」說教辭。之後又讀到一本有關沈美士（Symes）出使緬甸的紀錄書，使贾德森對亞洲傳教工作深受感動。從此，贾德森決心獻身去亞洲傳教。美國「傳道部」在1812年2月6日，在一公開儀式中第一次按立四位青年包括贾德森，封立為牧師，任職傳教士到國外做宣教事工。2月19日與安·哈瑟尔廷結婚。夫婦同行這一段艱辛的路程。

## 進入緬甸傳教
在這遠程航行中，贾德森在船上從事翻譯新約聖經，將其由希臘文翻譯為英文。由此可以讓他更熟悉聖經的名辭，也影響了之後到緬甸時翻譯緬甸文聖經的事工。回顧當年贾德森往亞洲傳教的行程的風險，據其他方面的情報，在緬甸傳教前途甚不樂觀。於是認為到印度比較沒有危險性，但情況並不是像想像中那麼妙，在遭遇各種不如意的事情，甚至同伴之妻因患肺癆去世后賈德森已窮途絕境，並無他路可走，只好趁一艘駛往緬甸的葡萄牙船前往仰光。
1813年6月22日起程，由於這時候是風季，航行於印度洋孟加拉灣，最為險惡。在行程中，耶夫人產下了一已死胎中的嬰孩，夫人亦患重病。1813年7月13日當天船直入仰光大江，贾德森終於到達緬甸仰光，開始了他的福音事工。

## 對緬甸的貢獻
贾德森在緬甸初期的工作，就是學習緬甸語文。贾德森後來甚至把聖經新約，舊約翻譯成緬文聖經。1835年，贾德森的緬文聖經譯本印刷出版。

## 緬甸的宗教
緬甸是一個虔誠的佛教國家。如今雖仍然是信奉佛教，但根據贾德森時代相比，已有不少基督徒。當贾德森進入緬甸時，沒有一個基督徒。1850年他離世時（62歲）緬甸已有七千多基督徒。贾德森前在仰光建立的第一間教會，就是現在的吳諾（緬甸第一位基督徒）紀念堂。今天的仰光大學裡能看到一所贾德森紀念教堂（Judson Memorial Baptist Church）。

## 大海是他葬身之地
1839年正本緬文聖經譯搞交出去之后不久，他的肺病復發，醫生建議他去海上呼吸清新的海風，會使他恢復健康，不幸的是贾德森病情加重，在1850年4月12日下午，他息了一切的勞苦安息主懷，遺骨在船上由船主舉行海葬禮。